# UGT Balears
UGT Balears és la secció del sindicat UGT a les Illes Balears. Fou fundat el 4 d'octubre de 1925 per impuls de Llorenç Bisbal i Barceló. Desaparegué a causa del cop d'estat del General Franco i fou refundat l'any 1975. Actualment compta amb 17.000 afiliats.

## Secretaris generals
- 1975-1978: Angel José Barrero Ardines
- 1978-1990: Francesc Obrador Moratinos
- 1990-1994: Juan Miguel Robredo Millán
- 1994-2013: Lorenzo Bravo Muñoz
- 2013-2014: Manuel Pelarda
- 2014-2015: comissió gestora
- 2015-2021: Alejandro Texías[2]
- 2021-Actualitat: Lorenzo Navarro